# Holzapfel
Holzapfel je lahko:
- Franja Holzapfel (1874–1944), slovenska operna pevka
- Ignacij Holzapfel (1799–1861), slovenski duhovnik in pesnik
- Patrick Holzapfel (* 1989), nemški filmski ustvarjalec, pisatelj, esejist, novinar, urednik in kustos